# 토마스 팔레올로고스
토마스 팔레올로고스(Θωμᾶς Παλαιολόγος; 1409년 – 1465년 5월 12일)는 1428년부터 모레아 전제공국이 멸망한 1460년까지 모레아 전제공이었으며, 멸망한 뒤 5년 후 사망할 때까지 모레아 공작위를 주장하였다. 그는 마지막 동로마 황제, 콘스탄티노스 11세 팔레올로고스의 남동생이었다. 토마스는 큰 형 요안니스 8세 팔레올로고스에 의해 1428년 모레아 공작으로 책봉되어, 이전부터 모레아를 다스리고 있던 두 형들과 다른 두 공작, 테오도로스와 콘스탄티노스과 함께 공동 공작을 맡게 되었다. 테오도로스가 토마스의 형들과의 공동통치를 꺼려한 반면, 토마스와 콘스탄티노스는 성공적으로 공국을 강력히 만들었으며, 국경을 확장하였다. 1432년, 토마스는 아카이아 공국의 상속녀, 카테리나 자카리아와의 결혼으로 이백 년도 더 이전인 제4차 십자군 시기 성립된 라틴계 아카이아 공국의 잔여 영토를 동로마 제국 내로 상속받았다.
1449년, 토마스는 제위를 원하던 다른 형, 데메트리오스의 교묘한 술책이 있었음에도 형 콘스탄티노스가 황제 콘스탄티노스 11세가 되어 제위에 오르도록 지원했다. 콘스탄티노스가 제위에 오르고 나서, 데메트리오스는 콘스탄티노스에 의해 토마스와 함께 모레아를 다스리도록 지명되었으나, 이 두 형제는 공동통치를 잘 조율하지 못했으며, 서로 자주 싸우곤 했다. 1453년 콘스탄티노플 함락과 동로마 제국 멸망의 여파로, 오스만 제국의 술탄, 메흐메트 2세는 토마스와 데메트리오스가 오스만 제국의 봉신으로서 모레아 통치를 계속하는 것을 허락하였다. 토마스는 교황과 서유럽의 지원을 받기를 희망하며, 이 작은 공국을 제국 복원의 집결지로 만들고자 했다. 오스만 제국 편에 선 데메트리오스와 매번 언쟁을 벌였는데, 이로 인해 결국 메흐메트는 1460년 모레아를 침공, 정복했다.
토마스와 아내 카테리나, 그리고 어린 세 자식들, 조에, 안드레아스, 마누일을 포함, 그의 가족들은 베네치아령 메토니 시로 망명을 갔다가, 이후 코르푸로 갔는데, 그곳에서 카테리나와 자식들이 쭉 머물게 되었다. 모레아의 영토를 복원하고자, 그리고 가능하다면 동로마 제국 그 자체를 복원하고자, 십자군 지원을 받길 희망한 토마스는 로마로 여정을 떠나, 그곳에서 교황 비오 2세에게 환영받으며 접견받았다. 모레아를 재탈환하고자 한 희망은 결국 실현되지 못한 채, 토마스는 1465년 5월 12일 로마에서 사망하였다. 죽음 이후, 계승권은 토마스의 장남 안드레아스가 상속받았으니, 그 역시 망국의 모레아 공국과 동로마 제국을 복원하고자 지원받길 시도했다.

### 참고 문헌
- Gilliland Wright, Diana (2013). “The Fair of Agios Demetrios of 26 October 1449: Byzantine-Venetian relations and Land Issues in Mid-Century”. 《Byzantine and Modern Greek Studies》 (영어) 37 (1): 63–80. doi:10.1179/0307013112Z.00000000019.
- Hall, John (2015). 《An Elizabethan Assassin: Theodore Paleologus: Seducer, Spy and Killer》. Stroud: The History Press. ISBN 978-0750962612.
- Harris, Jonathan (1995). “A Worthless Prince? Andreas Palaeologus in Rome, 1465-1502”. 《Orientalia Christiana Periodica》 (영어) 61: 537–554.
- Harris, Jonathan (2010). 《The End of Byzantium》. New Haven: Yale University Press. ISBN 978-0300117868. JSTOR j.ctt1npm19.
- Harris, Jonathan (2013). “Despots, Emperors, and Balkan Identity in Exile”. 《The Sixteenth Century Journal》 (영어) 44 (3): 643–661. JSTOR 24244808.
- Maisano, Riccardo (1988). “Su alcune discendenze moderne dei Paleologi di Bisanzio” (PDF). 《Rassegna Storica Salernitana》 (이탈리아어): 77–90 (1–9 in PDF).
- Mallat, Peter (1985). “A Famous 'Emperor in Exile': Thomas Palaiologos and His Descendants”. 《The Genealogist》 6: 141–147.
- Melvani, Nicholas (2018). “The tombs of the Palaiologan emperors”. 《Byzantine and Modern Greek Studies》 42 (2): 237–260. doi:10.1017/byz.2018.7.
- 〈Miscellanea from the Near East: Balkan Exiles in Rome〉. 《Essays on the Latin Orient》. 497–515쪽.
- Nicol, Donald M. (1974). “Byzantium and England”. 《Balkan Studies》 (영어) 15 (2): 179–203.
- Nicol, Donald M. (1992). 《The Immortal Emperor: The Life and Legend of Constantine Palaiologos, Last Emperor of the Romans》. Cambridge: Cambridge University Press. ISBN 978-0511583698.
- Runciman, Steven (2009) [1980]. 《Lost Capital of Byzantium: The History of Mistra and the Peloponnese》. New York: Tauris Parke Paperbacks. ISBN 978-1845118952.